# 유엔 안전 보장 이사회 결의 제2602호
유엔 안전 보장 이사회 결의 제2602호는 2021년 10월 29일에 채택되었다. 결의안의 주요 내용은 유엔 서사하라 국민투표 임무단(MINURSO)의 임기를 2022년 10월 31일까지로 연장하는 것이다.
유엔 안전 보장 이사회 이사국 13개국은 찬성표를, 러시아(상임 이사국)와 튀니지(비상임 이사국)은 기권하였다.

## 같이 보기
- 유엔 안전 보장 이사회 결의 제2601~2700호 목록